# Stanislas-Arthur-Xavier Touchet
Pour les articles homonymes, voir Touchet.
Stanislas-Arthur-Xavier Touchet, né le 13 novembre 1848 à Soliers et mort le 23 septembre 1926 à Orléans, est un évêque, puis cardinal français. 

## Biographie
Stanislas-Arthur-Xavier Touchet fut ordonné prêtre le 13 juin 1872 à Besançon.
Le 15 juillet 1894, il est consacré évêque d'Orléans. C'est un farouche opposant à la loi de séparation des Églises et de l'État en 1905, mais il est bien obligé de trouver d'autres locaux lorsque l'évêché est confisqué par l'État en 1905 et que les séminaristes du grand séminaire d'Orléans sont chassés de leur établissement construit au XVIIe siècle. Finalement il installe les séminaristes dans un ancien bâtiment des ursulines chassées de France par les lois de la Troisième République. On lui doit surtout l'ouverture du procès en canonisation de Jeanne d'Arc, ce qui aboutit en 1909 à la béatification de la « pucelle d'Orléans » par Pie X, puis en 1920, sa canonisation par Benoît XV et enfin en 1922, sa proclamation de sainte patronne secondaire de la France par Pie XI.
En août 1914, le diocèse est bien desservi par 513 prêtres diocésains (c'est-à-dire sans compter les prêtres de congrégations religieuses). La moyenne d'âge est de 47 ans. les plus jeunes ont 24 ans (ordonnés en juin 1914), le plus âgé 86 ans. La mobilisation de cet été touche 168 prêtres et 22 séminaristes. Au total 9 prêtres sont tués au front et 19 séminaristes meurent au combat. Le diocèse est désorganisé et exsangue, mais le tribut versé fait cesser les luttes anticléricales pour un temps.
En 1922, Touchet est créé cardinal par Pie XI au titre cardinalice de Santa Maria sopra Minerva. 
La chapelle Sainte-Jeanne-d'Arc du transept nord de la cathédrale Sainte-Croix d'Orléans, consacrée par le cardinal Touchet en 1926 et dont il confia l'aménagement à l'architecte Georges Guët, abrite une statue en marbre de Carrare le représentant agenouillé devant la statue de Jeanne d'Arc guerrière (1912) de Vermare. Ce priant du cardinal Touchet fut placé dans cette chapelle en 1929 et béni le 30 avril de la même année par Monseigneur Dubois.

## Succession apostolique
Stanislas-Arthur-Xavier Touchet a ordonné les évêques suivants :
- Évêque Henri-Louis Chapon (1896)
- Évêque Gustave Vié (1916)

## Distinction
- Chevalier de la Légion d'honneur (24 mai 1924)[4]

## Armes
D'azur à l'épée d'argent garnie d'or, la pointe enfilée dans une couronne du même, accostée des monogrammes de Jhesus et Maria d'or, au chef d'or chargé de trois croisettes recroisettées de sable. 

## Sources
- Dominique-Marie Dauzet et Frédéric Le Moinge (dir.), Dictionnaire des évêques de France au XXe siècle, Paris, Éditions du Cerf, 2010, 840p., pp.641-643,  (ISBN 978-2-204-09041-4).